# جورج سالمون
جورج سالمون (بالإنجليزية: George Salmon) (و. 1819 – 1904 م) هو رياضياتي، ولاعب شطرنج، وفيلسوف، وأستاذ جامعي، وكاتب أيرلندي، ولد في دبلن، وكان عضوًا في الجمعية الملكية، والأكاديمية البروسية للعلوم، توفي في دبلن، عن عمر يناهز 85 عاماً.

## مناصب
تولى منصب Regius Professor of Divinity ‏ (1866–1888).

## جوائز
حصل على جوائز منها:
- وسام كوبلي (1889)[4]
- قلادة ملكية (1868)
- زمالة الأكاديمية البريطانية.

## روابط خارجية
- جورج سالمون على موقع مباريات الشطرنج (الإنجليزية)
- جورج سالمون على موقع 365Chess.com (الإنجليزية)